# 1949 en sociologie
| Années de la sociologie : 1946 - 1947 - 1948 - 1949 - 1950 - 1951 - 1952    |
| Décennies de la sociologie : 1910 - 1920 - 1930 - 1940 - 1950 - 1960 - 1970 |

Cet article présente les événements de l'année 1949 dans le domaine de la sociologie. 

## Publications

### Livres
- Marc Bloch, Apologie pour l'histoire ou Métier d'historien
- Simone de Beauvoir, Le Deuxième Sexe
- Henri Desroche, Signification du marxisme
- Mircea Eliade, Traité d'histoire des religions, Paris
- Meyer Fortes, Social Structure: Studies Presented to A. R. Radcliffe-Brown. Oxford: At the Clarendon Press
- Meyer Fortes, Web of Kinship Among the Tallensi. The Second Part of an Analysis of the Social Structure of a Trans-Volta Tribe. Oxford University Press for the International African Institute
- Edward Franklin Frazier, The Negro in the United States
- Arnold Gehlen, Sozialpsychologische Probleme in der industriellen Gesellschaft ("Le problème psychosociologique dans la société industrielle")
- Claude Lévi-Strauss, Les Structures élémentaires de la parenté
- Lucien Lévy-Bruhl, Carnets, PUF, (1re édition Quadrige, 1998, présentation de Bruno Karsenti).
- Robert King Merton, Social Theory and Social Structure
- Jules Monnerot, Sociologie du communisme, Paris, Gallimard, 1re ed. 1949. Nouvelle édition 1963, précédée de "L'avenir du communisme en 1963". Édition de 1979: Sociologie du communisme : échec d'une tentative religieuse au XXe siècle, Paris, Hallier. Édition 2004-2005 en 3 vol.: [volume 1] L'Islam du XXe siècle ; [2] Dialectique : Marx, Héraclite, Hegel ; [3], Les religions séculières et l'imperium mundi : tyrannie, absolutisme, totalitarisme, Paris, Éditions du Trident
- Alfredo Poviña, Cuestiones de Sociología Ontológica
- Samuel Stouffer, The American Soldier
- Anselm Strauss, Alfred Lindesmith, Social Psychology
- Max Weber, General Economic History (posthume)

### Articles
- Georges Gurvitch, « Psychologie collective et psychologie de la connaissance », L'Année sociologique, 3e série, 1948-1949.
- Georges Gurvitch, « Groupement social et classe sociale », Cahiers internationaux de sociologie, vol. 7, 1949.

## Congrès
- Entre le 5 et le 11 septembre, création de l'Association internationale de sociologie par l'adoption des statuts durant le Congrès constituant d'Oslo en Norvège.

## Naissances
- Scott Boorman, professeur de sociologie à l'université Yale aux États-Unis.
- Naty Hollmann sociologue argentin.
- Axel Honneth (1949) sociologue allemand.
- Saskia Sassen sociologue néerlando-américaine.
- 4 janvier  à Metz : Jean Viard, sociologue français.
- Slavoj Žižek, sociologue et philosophe slovène.

## Décès
- 7 septembre : Elton Mayo (né le 26 décembre 1880 à Adélaïde), australien.

## Autres
- Talcott Parsons est élu président de l'association américaine de sociologie
- Fondation des Compagnon d'Emmaüs par Henri Grouès, dit l'abbé Pierre